# Родео на быке

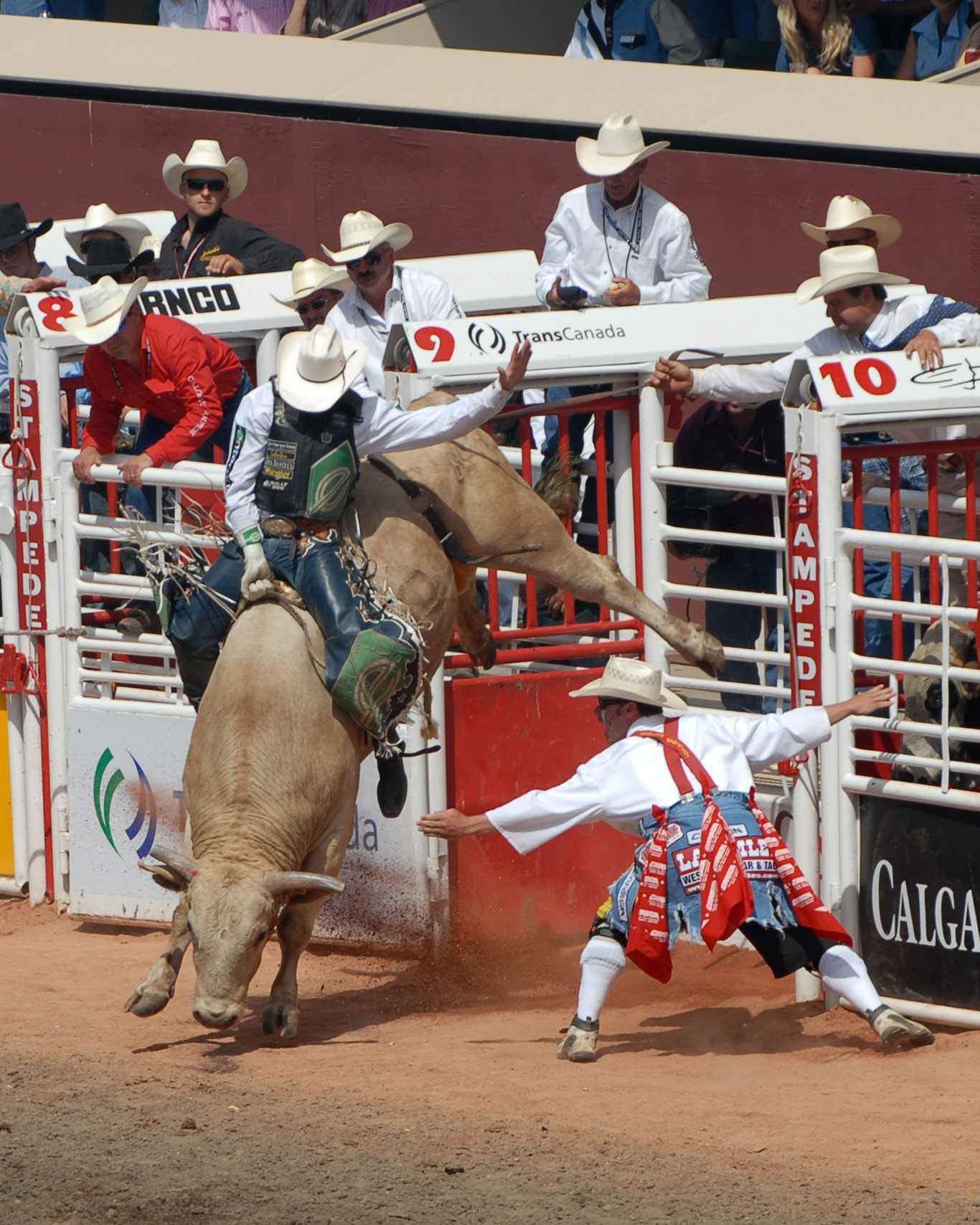
Родео в Калгари

Роде́о на быке (англ. bull riding) — один из видов родео, в котором наездник должен удержаться на спине быка в течение восьми секунд (согласно правилам этого вида спорта в США; в других странах правила могут отличаться). 
Для «сдерживания» быка разрешается использовать только одну верёвку, которая плотно обвязана вокруг тела быка и вокруг одной руки и запястья наездника; на эту руку обычно надевается перчатка. Недопустимо наличие на быке седла, стремени или уздечки, также наезднику запрещается прикасаться второй рукой к чему бы то ни было — верёвке, телу быка и даже собственному телу; если такое происходит, то участник дисквалифицируется.
По формальным правилам успешность выполнения родео засчитывается всем, кто продержался на быке восемь секунд, но величина оценки зависит как от длительности укрощения быка, так и от красоты исполнения сдерживания быка и его послушания наезднику. Очки получают как всадник, так и бык (последний — тем больше, чем смирнее себя вёл во время укрощения), после чего баллы суммируются и выставляется общая оценка; если оценка получилась низкой из-за плохого поведения быка, то может быть дана вторая попытка.
Родео на быке считается самым опасным видом родео. Особенно популярно оно в США, но также распространено в Канаде, Мексике, Бразилии, Аргентине, Новой Зеландии и Австралии.